# رتاج العلي
رتاج العلي ( 18 فبراير 2005 -)، ممثلة كويتية.

## اعمالها

### المُسلسلات
- مسلسل أمنا رويحة الجنة
- مسلسل الجدة لولوة
- مسلسل تذكرة داود
- مسلسل وتستمر الأيام
- مسلسل اليوم الاسود
- مسلسل مع حصة قلم
- مسلسل وما ادراك ما أمي

### أفلام تلفزيونية
- الفيلم التلفزيوني للوطن عزوة

### المسرحيات
- ستاندباي
- عالم الألعاب
- قصر الساعات
- كشتة
- سر الجزيرة
- فندق المشاهير
- فن ران
- وندي
- أحلام(دريمز)
- قود نايت

## روابط خارجية
- رتاج العلي على موقع قاعدة بيانات الأفلام العربية